# 카츠라기 미사토
카츠라기 미사토(일본어: 葛城 ミサト 가쓰라기 미사토[*])는 일본의 애니메이션 《신세기 에반게리온》과 그 각종 미디어 믹스에 등장하는 가공의 캐릭터로, 애니메이션에서의 성우는 미츠이시 코토노이다. 한국어판 비디오에서는 이나미, 《강철의 걸프렌드》 한국어판에서는 최덕희가 맡았다.

## 인물
작중 미사토의 네르프에서의 임무는 에바 파일럿들을 지휘하는 야전 사령관이자 전략을 계획하는 작전 부장으로, 처음 등장시 계급은 대위였지만 이후 극 중반에서 소령으로 진급한다.
미사토는 제3신동경시로 불려온 주인공 이카리 신지를 자신의 아파트로 데려와 보호자 명목으로 함께 살았으며, 이후 소류 아스카 랑그레이까지 데려와 세 사람이 동거하게 된다. 극 후반부에서 미사토는 애인 카지 료지를 통해 고위 간부인 자신에게도 감춰져 있던 네르프와 제레의 음모, 그리고 인류보완계획의 진실에 대해 알게 된다.
집에서는 맥주를 냉장고 가득 담아 놓고 방도 제대로 정리해놓지 않아 신지에게 가끔 잔소리도 듣지만,
네르프 내에서는 신뢰가 높고 작전 지휘시에는 매우 유능하다.

## 신극장판
신극장판에서의 계급은 대령이며,전 시리즈와는 달리 터미널 도그마에 있는 거인이 릴리스라는 것을 알고 있다.
또한 작전 지휘에서 전작 이상의 카리스마를 발휘한다.